# Chandlerville
Chandlerville è un villaggio degli Stati Uniti d'America, situato nello Stato dell'Illinois, nella contea di Cass, che prende il proprio nome dal Dr. Charles Chandler, fondatore dello stesso agglomerato.